# Жувам
Жува́м (рос. Жувам) — присілок у складі Юкаменського району Удмуртії, Росія.
Населення — 213 осіб (2010; 266 в 2002).
Національний склад (2002):
- удмурти — 90 %

В присілку діє школа.